# عبد العزيز حقاني
عبد العزيز حقاني (ق. 1987– ق. 1989-)، المعروف أيضًا باسم عزيز حقاني، هو قيادي أفغاني في شبكة حقاني، وأحد أبناء زعيمها السابق جلال الدين حقاني، ونائب شقيقه سراج الدين حقاني. كان عبد العزيز نائبًا لشقيقه وقائد العمليات المسؤول عن التخطيط وتنفيذ جميع الهجمات الكبرى.

## حياته
وُلِد عبد العزيز حقاني في أفغانستان بين عامي 1987 و1989 لجلال الدين حقاني وزوجته الأولى. حفظ القرآن الكريم بالكامل. 
بعد تدهور صحة جلال الدين حقاني، تولى ابنه سراج الدين حقاني قيادة العمليات باعتباره زعيم شبكة حقاني. وتولى أخيهما بدر الدين حقاني دوراً رفيعًا كقائد عملياتي، قبل أن يُقتل في غارة بطائرة أميركية بدون طيار في عام 2012. بعد مقتل شقيقه بدر الدين حقاني، تولى عبد العزيز حقاني المسؤولية عن جميع الهجمات الرئيسية لشبكة حقاني، وشارك بشكل كبير في صنع القرار العسكري والعمليات اللوجستية. وفقًا لمجلة الحرب الطويلة، بصفته رئيسًا لعمليات شبكة حقاني، يحافظ عبد العزيز حقاني على علاقات قوية مع تنظيم القاعدة، ولشكر جهنكوي، وجيش محمد ، ولشكر طيبة، وحركة طالبان باكستان.
بعد هجوم طالبان عام 2021 واستعادة حكم إمارة أفغانستان الإسلامية على البلاد، عمل عبد العزيز نائبًا لأخيه وزير الداخلية سراج الدين حقاني.

## العقوبات
في 25 أغسطس 2015، أعلنت الولايات المتحدة مكافأة تصل إلى 5 ملايين دولار أمريكي مقابل معلومات تؤدي إلى مكانه. وقد استنكرت حركة طالبان هذه الخطوة، ووصفت عبد العزيز حقاني بأنه مجرد "مجاهد من رتبة منخفضة في الإمارة الإسلامية"، في حين صرحت بأن العقوبات لن تكون فعالة.
في مارس 2025، أعلنت وزارة الداخلية الأفغانية رفع المكافآت التي فرضتها الولايات المتحدة على حقاني وأقاربه سراج الدين حقاني ويحيى حقاني.